# Левочске-Врхи

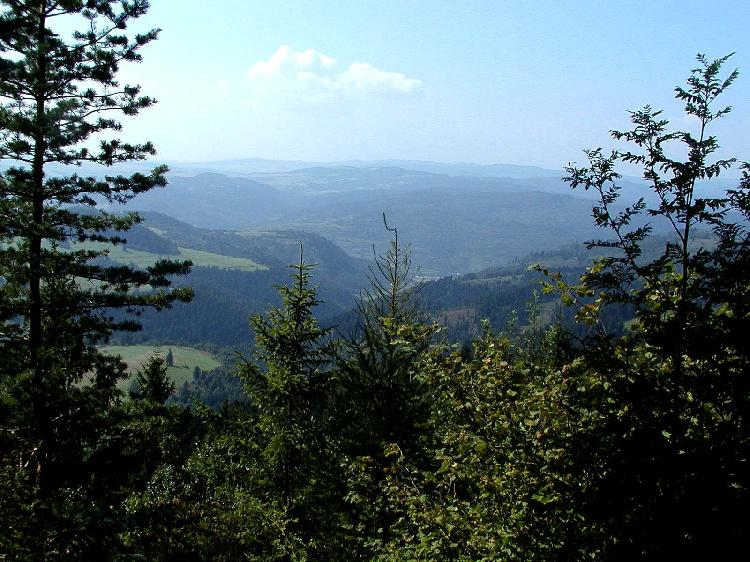
Левочске-Врхи

Ле́вочске-Врхи (словац. Levočské vrchy) — горный массив на территории Спиша в восточной Словакии, часть Подгуольно-Магурской гряды. Наивысшая точка — гора Чьерна, 1289 м. Покрыты, в основном, еловыми лесами. На бо́льшей части территории находится военный полигон Кежмарок, который используется словацкой армией, а до этого использовался ПВО ЦГВ.

## Достопримечательности
- Города Кежмарок, Левоча, Спишска-Бела, Спишске-Подградье